# Șerban Ciochină
Șerban Ciochină (ur. 30 listopada 1939 w Bukareszcie, zm. 24 kwietnia 2023) – rumuński lekkoatleta, trójskoczek.
Wziął udział w mistrzostwach Europy w 1962 w Belgradzie, ale nie zakwalifikował się do finału. Podczas igrzysk olimpijskich w 1964 w Tokio zajął w finale 5. miejsce. Zwyciężył w pierwszych europejskich igrzyskach halowych w 1966 w Dortmundzie. Na mistrzostwach Europy w 1966 w Budapeszcie zajął 7. miejsce. Nie dostał się do finału europejskich igrzysk halowych w 1967 w Pradze. Na europejskich igrzyskach halowych w 1968 w Madrycie zajął 4. miejsce. W finale trójskoku podczas igrzysk olimpijskich w 1968 w Meksyku zajął 13. miejsce. Zdobył brązowy medal na halowych mistrzostwach Europy w 1970 w Wiedniu. Podczas halowych mistrzostwach Europy w 1971 w Sofii zajął 10. miejsce.
Ciochină zwyciężył w igrzyskach bałkańskich w 1964, 1966 i 1967. Był mistrzem Rumunii w trójskoku w latach 1963-1968. Jego rekord życiowy wynosi 16,59 m (z 1967).